# Asylum (альбом Kiss)
Asylum (с англ. — «Психушка») — тринадцатый студийный альбом американской рок-группы Kiss, вышедший в 1985 году.
На альбоме дебютировал новый гитарист группы Брюс Кулик, заменивший Марка Сент-Джона в сентябре 1984 года и участвовавший в туре Animalize.
«Tears Are Falling» была выпущена как сингл; также она является единственной песней с альбома, исполнявшейся на концертах. На композиции «Who Wants to Be Lonely», «Uh! All Night» и «Tears Are Falling» были сняты видеоклипы.
Asylum стал золотым в США 13 ноября 1985 года, а также занял 51-ю позицию в списке Top 100 glam/hair Metal Albums of All Time

## Список композиций
| №                   | Название                                                       | Автор(ы)                              | Основной вокал      | Длительность |
| ------------------- | -------------------------------------------------------------- | ------------------------------------- | ------------------- | ------------ |
| 1.                  | «King of the Mountain» (с англ. — «Царь Горы»)                 | Пол Стэнли, Брюс Кулик, Дезмонд Чайлд | Стэнли              | 4:17         |
| 2.                  | «Any Way You Slice It» (с англ. — «Как ни крути»)              | Джин Симмонс, Говард Райс             | Симмонс             | 4:02         |
| 3.                  | «Who Wants to Be Lonely» (с англ. — «Кто Хочет Быть Одиноким») | Стэнли, Чайлд, Жан Бовуар             | Стэнли              | 4:01         |
| 4.                  | «Trial by Fire» (с англ. — «Испытание Огнем»)                  | Симмонс, Кулик                        | Симмонс             | 3:25         |
| 5.                  | «I'm Alive» (с англ. — «Я Живой»)                              | Стэнли, Кулик, Чайлд                  | Стэнли              | 3:43         |
| Общая длительность: | Общая длительность:                                            | Общая длительность:                   | Общая длительность: | 19:28        |

| №                   | Название                                                           | Автор(ы)                              | Основной вокал      | Длительность |
| ------------------- | ------------------------------------------------------------------ | ------------------------------------- | ------------------- | ------------ |
| 6.                  | «Love's a Deadly Weapon» (с англ. — «Любовь — Смертельное Оружие») | Стэнли, Симмонс, Род Свенсон, Уэс Бич | Симмонс             | 3:29         |
| 7.                  | «Tears Are Falling» (с англ. — «Слёзы Падают»)                     | Стэнли                                | Стэнли              | 3:55         |
| 8.                  | «Secretly Cruel» (с англ. — «Тайно Жестокая»)                      | Симмонс                               | Симмонс             | 3:41         |
| 9.                  | «Radar for Love» (с англ. — «Радар для Любви»)                     | Стэнли, Чайлд                         | Стэнли              | 4:02         |
| 10.                 | «Uh! All Night» (с англ. — «Ух! Всю Ночь»)                         | Стэнли, Чайлд, Бовуар                 | Стэнли              | 4:01         |
| Общая длительность: | Общая длительность:                                                | Общая длительность:                   | Общая длительность: | 19:08        |

## Участники записи
- Пол Стэнли — ритм-гитара, бас-гитара на «Tears Are Falling», вокал
- Джин Симмонс — бас-гитара; вокал
- Брюс Кулик — соло-гитара; бэк-вокал
- Эрик Карр — ударные; перкуссия, бэк-вокал

Остальные музыканты
- Жан Бовуар — бас и бэк-вокал на «Who Wants to Be Lonely» и «Uh! All Night»
- Аллан Шварцберг — ассорти из наложений ударных, перкуссия

## Чарты
| Год  | Чарт              | Позиция |
| ---- | ----------------- | ------- |
| 1985 | The Billboard 200 | 20      |
| 1985 | UK Albums Chart   | 12      |

| Год  | Сингл               | Страна         | Чарт                      | Позиция |
| ---- | ------------------- | -------------- | ------------------------- | ------- |
| 1985 | «Tears Are Falling» | США            | Billboard Mainstream Rock | 20      |
| 1985 | «Tears Are Falling» | США            | Billboard Hot 100         | 51      |
| 1985 | «Tears Are Falling» | Великобритания | UK Singles Chart          | 57      |

## Сертификации
| Страна | Значение | Всего продано |
| ------ | -------- | ------------- |
| CRIA   | Золотой  | 50 000        |
| RIAA   | Золотой  | 500 000       |